# Grenada ai Giochi della XXX Olimpiade
Grenada partecipò ai Giochi della XXX Olimpiade, svoltisi a Londra, Regno Unito, dal 27 luglio al 12 agosto 2012, con una delegazione di 8 atleti impegnati in tre discipline.
Grenada ha vinto la prima medaglia olimpica nella sua storia. Questa è stata conquistata da Kirani James nell'atletica leggera, più precisamente nei 400 metri, competizione nella quale è giunto sul gradino più alto del podio